# Antígua e Barbuda nos Jogos Pan-Americanos de 1999
Antígua e Barbuda competiu nos Jogos Pan-Americanos de 1999 em Winnipeg, no Canadá. Não conquistou nenhuma medalha.